# Хаген, Оскар
Оскар Франк Леонхард Хаген (нем. Oskar Frank Leonhard Hagen; 14 октября 1888, Висбаден — 5 октября 1957, Мадисон) — немецкий искусствовед, основатель Генделевского фестиваля в Гёттингене. Отец актёров Уты и Хольгера Хагенов.
Сын немца-музыканта и англичанки. Изучал историю искусства в Берлинском и Мюнхенском университетах, в 1914 году защитил в Университете Галле докторскую диссертацию, в которой исследовался вопрос о неподлинности ранних произведений Корреджо (научный руководитель Вильгельм Ветцольдт). Одновременно брал уроки композиции и дирижирования у Энгельберта Хумпердинка и Карла Шурихта, в 1910—1912 годах работал над оперой «Русалочка» (нем. Die Kleine Meerfrau). В годы Первой мировой войны работал в Галле в музее, в 1918 году габилитирован. В 1919—1924 годах преподавал в Гёттингенском университете историю искусства, одновременно возглавлял университетский оркестр. Опубликовал книгу о Маттиасе Грюневальде (1919).
В 1920 году в Гёттингене осуществил после почти двухсотлетнего перерыва постановку оперы Георга Фридриха Генделя «Роделинда» (со своей женой Тирой Лейснер в заглавной партии), положив тем самым начало Генделевскому фестивалю. В дальнейшем под руководством Хагена были поставлены также «Отто и Теофано» (1921) и «Юлий Цезарь» (1922). Хаген видел оперы Генделя как инструмент исцеления и возрождения духовной жизни немецкого народа. Для своих постановок он переводил либретто на немецкий язык, подвергал оперы значительному сокращению и обновлению, сценография была выдержана в экспрессионистской манере — в задачу Хагена входило приблизить старинную музыку к современной аудитории. Работа Хагена значительно изменила городской (а в дальнейшем и общегерманский) культурный ландшафт, стала начальной точкой интенсивного культурного сотрудничества между городом и университетом.
В 1924 годах Хаген перебрался в США и в 1925 году стал основателем кафедры истории искусств в Висконсинском университете в Мадисоне, которую возглавлял на протяжении 23 лет. Опубликовал на английском языке учебное пособие «Эпохи в искусстве и их лидеры: обзор корней современного искусства» (англ. Art Epochs and their Leaders: a Survey of the Genesis of Modern Art; 1927), монографии «Образцы и принципы испанского искусства» (англ. Patterns and Principles of Spanish Art; 1936) и «Рождение американской традиции в искусстве» (англ. The Birth of the American Tradition in Art; 1940); в Германии вышла книга Хагена о Хансе Бальдунге (нем. Hans Baldungs Rosenkranz, Seelengärtlein, Zehn Gebote, Zwölf Apostel; 1928). В 1936 году Хаген отказался прибыть в Германию для того, чтобы удостоиться награды от Гёттингенского университета за вклад в германскую культуру.
В 1940-е годы вернулся к занятиям музыкой, написал Concerto Grosso для оркестра (1944), «Лето в Висконсине» (англ. Wisconsin Summer) для струнного квартета (1946, записан квартетом Pro Arte), хоровую сюиту Carducciana (1948, на стихи Джозуэ Кардуччи) и ряд других сочинений.